# Pfarrkirche Stotzing

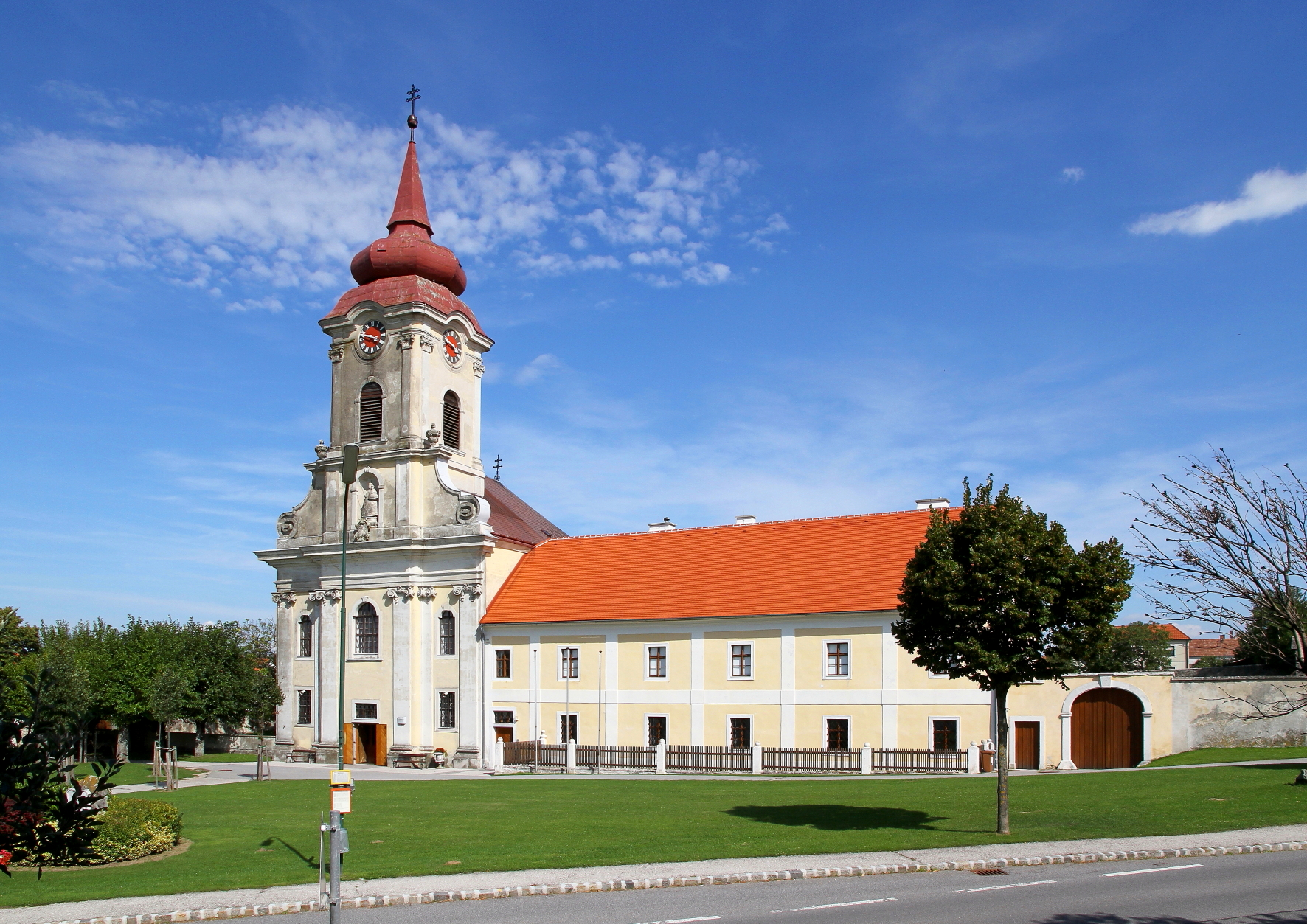
Kath. Pfarr- und Wallfahrtskirche hl. Johannes der Täufer in Stotzing

Die römisch-katholische Pfarrkirche Stotzing steht am südlichen Ende des Ortes in der Gemeinde Stotzing im Bezirk Eisenstadt-Umgebung im Burgenland. Die Pfarrkirche hl. Johannes der Täufer gehört zum Dekanat Eisenstadt-Rust in der Diözese Eisenstadt. Die Kirche steht unter Denkmalschutz.

## Geschichte
Die Kirche wurde 1594 als Klosterkirche gestiftet und 1610 geweiht. 1644 wurden Serviten berufen und die Kirche zur Pfarrkirche erhoben. Die Kirche wurde beim Türkenkrieg 1683 zerstört. Nach der Auffindung einer als wundertätig verehrten Marienstatue wurde 1743 mit Johann Georg Wimpassinger aus Bruck an der Leitha der Wiederaufbau der Kirche begonnen. 1745 wurde die Statue in die Kirche übertragen. Die Kirche wurde 1748 geweiht. 1787 wurde das Servitenkloster aufgehoben, das Gebäude dient seither als Pfarrhof. 1845 und 1890 waren Renovierungen. 1930 brannten bei einem Großbrand im Ort der Dachstuhl und der Turm. 1965 war eine Außenrestaurierung, 1975 eine Innenrestaurierung.

## Architektur
Der hochbarocke Kirchenbau hat eine mächtige westliche Turmfassade mit einer ionischen Riesenpilasterordnung über zwei Geschoße und mit drei Achsen. Das Obergeschoß mit seitlichen Voluten trägt in der Mittelnische die steinerne Marienfigur als sogenannte Glockenmadonna. Der quadratische Turm trägt einen schweren Zwiebelhelm. Nach einem kurzen Zwischenjoch öffnet sich ein kreisrunder Zentralraum unter einem Kegeldach über den Mauerresten der Vorgängerkirche. Die Rundapsis ist niedrig.

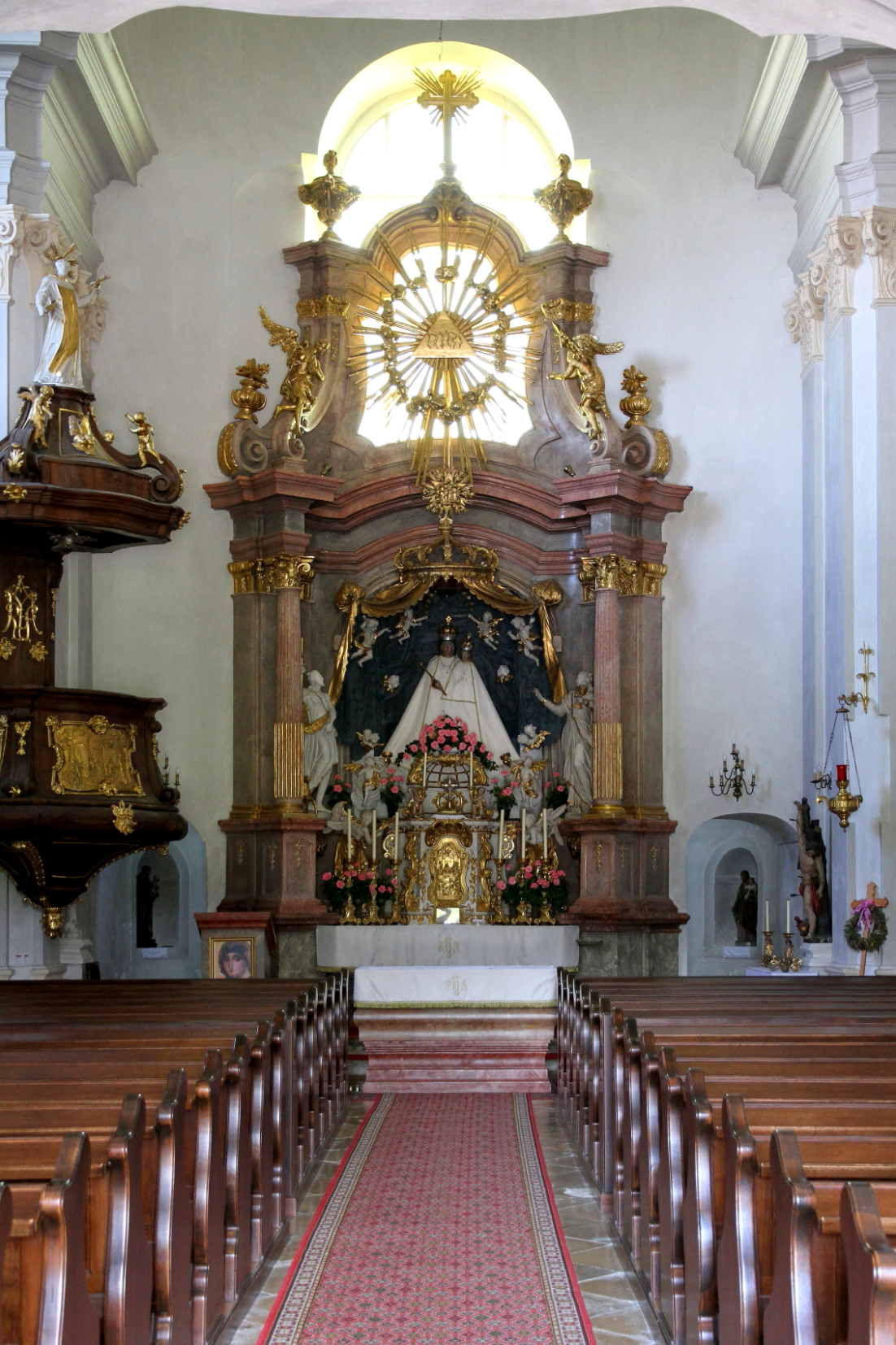
Hochaltar

In der Vorhalle mit einem Tonnengewölbe wurde eine Orgelempore mit Platzlgewölben über zwei Joche eingebaut. Die Empore hat eine reich geschwungene Brüstung. Der runde Grundriss der Vorgängerkirche wurde durch den Einbau von vier mächtigen Pfeilern in ein Griechisches Kreuz umgestaltet. Über der quadratischen Vierung ist eine Hängekuppel und über den Armen sind Tonnengewölbe auf korinthischen Pilastern. Im südlichen Querarm sind zwei Oratorien mit bemerkenswerten Rokokogittern (1765/1766).

## Ausstattung
Die Einrichtung der Kirche stammt aus der Bauzeit. Der Hochaltar aus Stuccolustro wurde von Elias Hügel aus Kaisersteinbruch geschaffen (1750/1751). Der Säulenaltar hat einen hohen Aufsatz. In der Mittelnische ist unter einem Baldachin das bekleidete steinerne Gnadenbild Liebe Frau mit 1645 bezeichnet. Die seitlichen Schnitzfiguren zeigen Johannes den Täufer und Johannes Evangelist. Der Tabernakel trägt Engel. 
Die Seitenaltäre aus den Jahren 1751/1752 sind braun marmorierte hohe Wandaltäre gleichen Aufbaus. Der linke Seitenaltar zeigt das Altarblatt Pietà mit den sieben Gründern des Servitenordens und das Retabelbild hl. Schutzengel und trägt die Seitenfiguren hll. Serviten Johannes Angelus und Peregrinus Laziosi und am Aufsatz Engel mit den Leidenswerkzeugen. Der rechte Seitenaltar zeigt das Altarbild hl. Georg. Das Retabel zeigt Kanontafeln und ein Marienbild, die Seitenfiguren zeigen die hll. Serviten Franziskus Patrizi und Joachim Piccolomini, der Aufsatz trägt Posaunenengel. Beide Seitenaltarbilder wurden nach Skizzen von Michelangelo Unterberger gemalt. Die Orgel aus 1897 mit 8 Registern wurde von Gebrüder Rieger gebaut.

## Servitenkloster / Pfarrhof
Das ehemalige Servitenkloster – 1644 gestiftet, 1760 neu erbaut und 1787 aufgehoben – schließt südlich an der Kirche an und dient als Pfarrhof. Das ehemalige Klostergebäude ist ein zweigeschoßiger Bau mit sechs Achsen. Das Portal zeigt im Schlussstein die Jahresangabe 1760.